# 박용섭 (1892년)
박용섭(朴墉燮, 일본식 이름: 木山勝雄기야마 마사오, 1892년 11월 26일 ~ ?)은 일제강점기의 관료이다. 본관은 밀양이다.

## 생애
부산 출신으로 인천고등학교의 전신인 관립인천실업학교를 졸업했다. 1910년 한일 병합 조약이 체결된 뒤 일본 유학생을 선발했을 때 제1회 유학생으로 뽑혔다.
일본의 우에다 잠사전문학교를 졸업하고 귀국하여 곧바로 조선총독부 관리로 임용되었다. 1914년에 전라남도 무안군에 발령받은 이래 1916년에는 목포부 서기, 1919년부터는 일본 제국이 잠업 육성을 위해 설치한 전라남도 잠업취체소에서 근무했다.
이후 화순군 권업과장과 광주군 권업과장 겸 군수대리를 역임하였고, 1924년에 총독부 군수로 승진하였다. 구례군과 광양군, 강진군 군수를 지냈다. 강진군수로 재직 중이던 1935년에 총독부가 편찬한 《조선공로자명감》에 총 353명의 공로자 중 한 명으로 이름이 수록되었다.
이후 화순군수로 이동하였으며, 화순군수를 맡고 있던 1941년을 기준으로 종5위 훈5등에 서위되어 있었다.
2008년에 민족문제연구소가 친일인명사전 편찬을 위해 정리한 친일인명사전 수록예정자 명단 중 관료 부문, 2009년 친일반민족행위진상규명위원회가 발표한 친일반민족행위 705인 명단에 포함되었다.

## 참고자료
- 박용섭(朴墉燮) - 국사편찬위원회